# Škrlatica
Le Škrlatica est un sommet situé dans les Alpes juliennes au nord-ouest de la Slovénie et qui culmine à 2 740 mètres d'altitude. Son nom dérive de Suhi plaz signifiant « montagne écarlate » en raison d'un éboulement présent sur le versant du val Vrata.
La montagne, qui est située au sein du parc national du Triglav, est la seconde plus haute montagne du parc après le mont Triglav (2 864 mètres) et devant le mont Mangart (2 679 mètres), le mont Jalovec (2 645 mètres), le mont Razor (2 601 mètres), le mont Kanjavec (2 568 mètres) et le mont Prisojnik (2 547 mètres).